# Эргосфера
Эргосфе́ра (от др.-греч. ἔργον — работа) — область пространства-времени вблизи вращающейся чёрной дыры, расположенная между горизонтом событий и пределом статичности. Объекты, находящиеся в пределах эргосферы, неизбежно вращаются вместе с чёрной дырой за счёт эффекта Лензе — Тирринга.

Большинство звёзд или систем звёзд в нашей Вселенной обладают вращательным моментом. Это означает что подавляющее большинство чёрных дыр должны быть дырами Керра, а не дырами Шварцшильда. Или комбинированными дырами Нордстрёма и Керра, имеющими небольшой электрический заряд и большой вращательный момент.
Таким образом, размеры эргосферы керр-ньюмановской чёрной дыры зависят от скорости вращения чёрной дыры. В отсутствие же вращения эргосферы нет вообще.
Объект, попавший в эргосферу, ещё может вырваться наружу. Поэтому, хотя чёрная дыра «всё съедает и ничего не отпускает», тем не менее, возможен обмен энергией между ней и внешним пространством. Например, пролетающие через эргосферу частицы или кванты могут уносить энергию её вращения — процесс Пенроуза.
Объекты, находящиеся в эргосфере, могут двигаться по спиральной траектории, постепенно сближаясь со сферой Шварцшильда и уходя в конце концов под неё; по стационарной круговой орбите в пределах эргосферы; или по спиральной траектории, постепенно сближаясь с пределом статичности и выходя в конце концов за него в обычное пространство Вселенной. Последние два случая отличают дыру Керра — Ньюмана от дыр Шварцшильда и Нордстрёма, в которых стационарные орбиты вообще невозможны.